# Helina arcuatiabdomina
Helina arcuatiabdomina är en tvåvingeart som beskrevs av Feng och Fan 2001. Helina arcuatiabdomina ingår i släktet Helina och familjen husflugor.
Artens utbredningsområde är Sichuan (Kina). Inga underarter finns listade i Catalogue of Life.